# بيير راغوت
بيير راغوت (بالفرنسية: Pierre-Yves Ragot)‏
```
مواليد 
14 مايو
 
1986
 في 
نانسي
، هو لاعب 
كرة يد
 فرنسي. يلعب حاليا مع 
نادي دينامو بوخارست لكرة اليد
.
[
1
]
```

## الإنجازات
- الدوري الروماني لكرة اليد:
  - الميدالية الذهبية: 2015–16

## روابط خارجية
- بيير راغوت على موقع الاتحاد الأوروبي لكرة اليد (الإنجليزية)
- بيير راغوت على موقع الاتحاد الفرنسي لكرة اليد (الفرنسية)